# Eugene Richards
 (juillet 2022).
Si vous disposez d'ouvrages ou d'articles de référence ou si vous connaissez des sites web de qualité traitant du thème abordé ici, merci de compléter l'article en donnant les références utiles à sa vérifiabilité et en les liant à la section « Notes et références ».
Eugene Richards, né le 25 avril 1944 à Dorchester dans le Massachusetts aux États-Unis est un photojournaliste américain.

## Biographie
Eugene Richards naît le 25 avril 1944 à Dorchester dans le Massachusetts. Son père est ouvrier peintre dans un chantier naval et sa mère est femme de ménage.
De 1962 à 1968, il est étudiant à l'Université de Boston et obtient un diplôme d'anglais et de journalisme. Il milite contre la guerre du Viêt Nam. À l'Institut de technologie du Massachusetts, il apprend la photographie avec Minor White.
Il se met ensuite au service de l'association Volontaires au Service de l'Amérique et participe à la fondation Respect, (organisme humanitaire).
Eugene Richards devient membre de l'agence Magnum en 1978.
Il photographie le service des urgences de l'Hôpital Salvador en 1982. Sa première femme, Dorothea Lynch, meurt d'un cancer du sein l'année d'après. Il emménage alors à New York.
C'est un photographe concerné qui passe sa carrière « à sillonner les champs de bataille sociaux - drogue, pauvreté, maladie violence ».
Il s'intéresse à divers autres sujets comme l'agriculture anglaise, et les problèmes en Afrique.
En 1995, il démissionne de l'agence Magnum.
En 1996-1997, il étudie pour Life les communautés américaines et continue de faire ses reportages en Amérique et en Afrique.
En 2006, Eugene Richards rejoint l'Agence VII qu'il quitte en 2008.

## Expositions
Liste non exhaustive
- 2009 : Les Rencontres d'Arles, France.
- 2022 : « An Outsider », Visa pour l’Image, Perpignan, du 27 août au 11 septembre.

## Récompenses
- 1981 : Prix W. Eugene Smith
- 1986 : Prix Nikon de l'année pour Exploding into Life
- 1987 : Photojournaliste de l'année par le Centre international de la photographie, New York, pour Below the line:  Living Poor in America (Infinity Award du photojournalisme)
- Prix Olivier Rebbot pour son reportage sur les enfants guides d'aveugles au Niger
- 1993 : Prix Oskar-Barnack

## Publications
Il publie son premier livre en 1973, Few Comforts or Surprises: The Arkansas Delta, commence à travailler comme photographe pigiste et publie Dorchester Days ( étude de son lieu de naissance, photographies).
Il publie 50 hours, Exploding into Life, (photographies, journal de la lutte de sa femme contre le cancer).
En 1994, il organise un documentaire vidéo, Cocaine true, cocaine blue et Americans We tous les deux primés.
- 1997 : Eugene Richards, coll. « Photo Poche » no 68, Éd. Nathan  (ISBN 2-09754-106-2)
- 2001 : Eugene Richards, Collection 55, Éd. Phaidon  (ISBN 0-7148-9160-6)